# Костергавет (національний парк)
Костергавет швед. Kosterhavets nationalpark) — перший морський національний парк Швеції. 
Розташований біля узбережжя ландскапу (історичної області) Богуслен і займає площу 38 878 гектарів навколо Костерських островів у комунах Стремстад (поселення Шее і Черне) і Танум (поселення Лур і Танум) у лені Вестра-Йоталанд. Парк межує з національним парком Ітре Хвалер на норвезькій стороні. Костерські острови відокремлені від материка Костер-фіордом глибиною 247 метрів, який з'єднаний з Норвезьким жолобом.
У національному парку солонувата вода з Балтійського моря зустрічається з солоною водою з Атлантики течіями на різних глибинах. Висока солоність в поєднанні з м'яким кліматом надає парку високу природну цінність з багатьма рідкісними видами і біотопами. У парку знаходиться один з двох коралових рифів Швеції, який характеризується великим біорізноманіттям. Для цього району також характерні морські птахи і тюлені.
Щорічно національний парк відвідують 90 000 осіб. Це популярне місце відпочинку на західному узбережжі Швеції з великою кількістю прогулянкових човнів. Рибальство дозволено, але з обмеженнями.

## Розташування і кордони
.

Карта національних парків Ітре Хвалер і Костергавет

Національний парк розташований в комунах Стремстад і Танум у лені Вестра-Йоталанд, уздовж узбережжя ландскапу Богуслен. Найближче місто — Стремстад, а відстань до Осло і Гетеборга становить 154 км і 170 км відповідно..
Більшу частину парку (38 040 з 38 900 га) займає море. Парк включає в себе територію в протоці Скагеррак від зовнішньої частини внутрішнього архіпелагу до Костерських островів, але найбільші острови, такі як Північний Костер, Південний Костер (більша його частина) і Рамсьо, не включені в парк (однак значна частина території цих островів охороняється як природний заповідник). Північна межа парку збігається з державним кордоном між Швецією і Норвегією, з іншого боку кордону знаходиться національний парк Ітре Хвалер.

## Флора і фауна

### Наземна частина парку

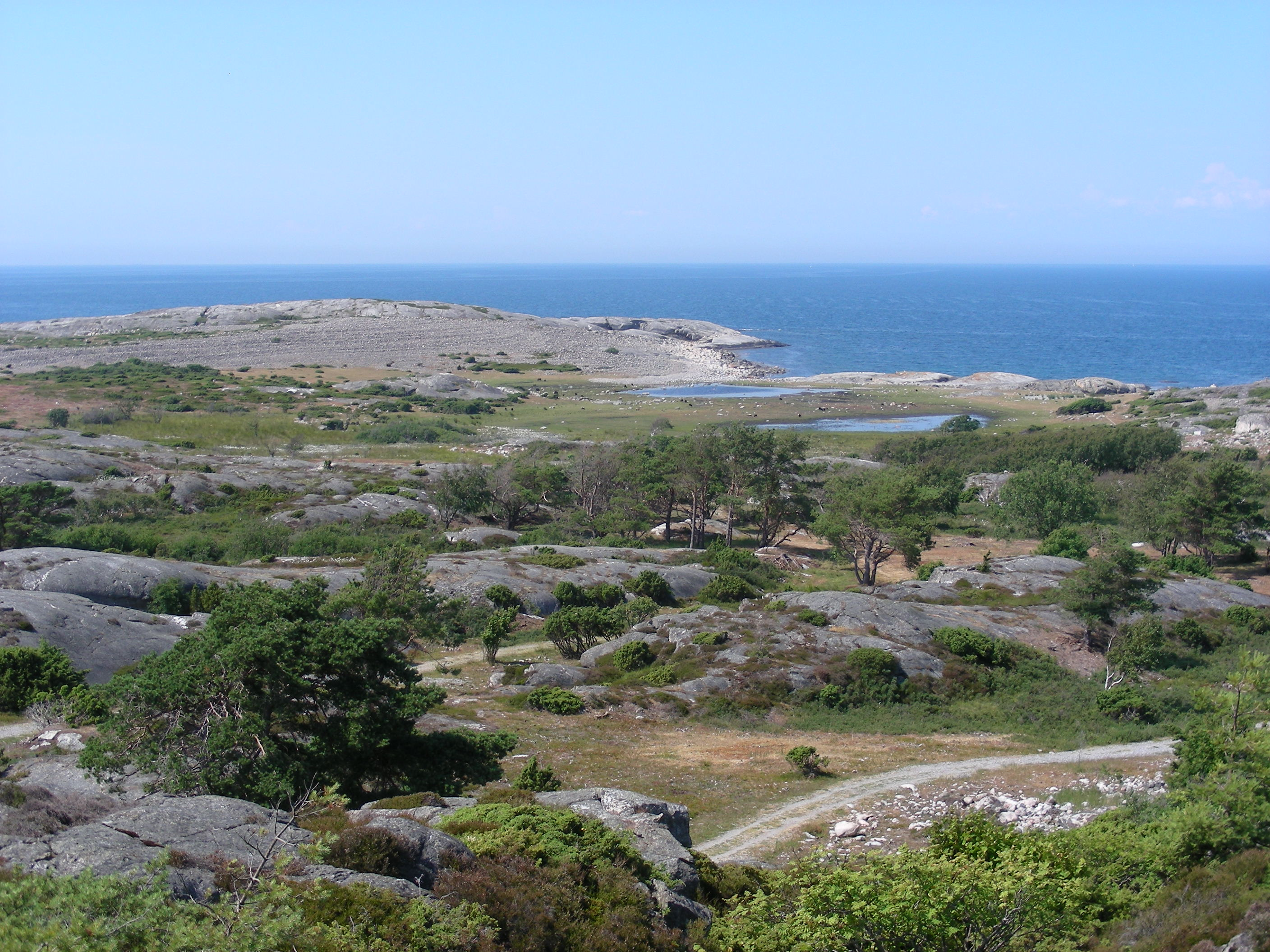
Ландшафт національного парку Костергавет (острів Північний Костер)

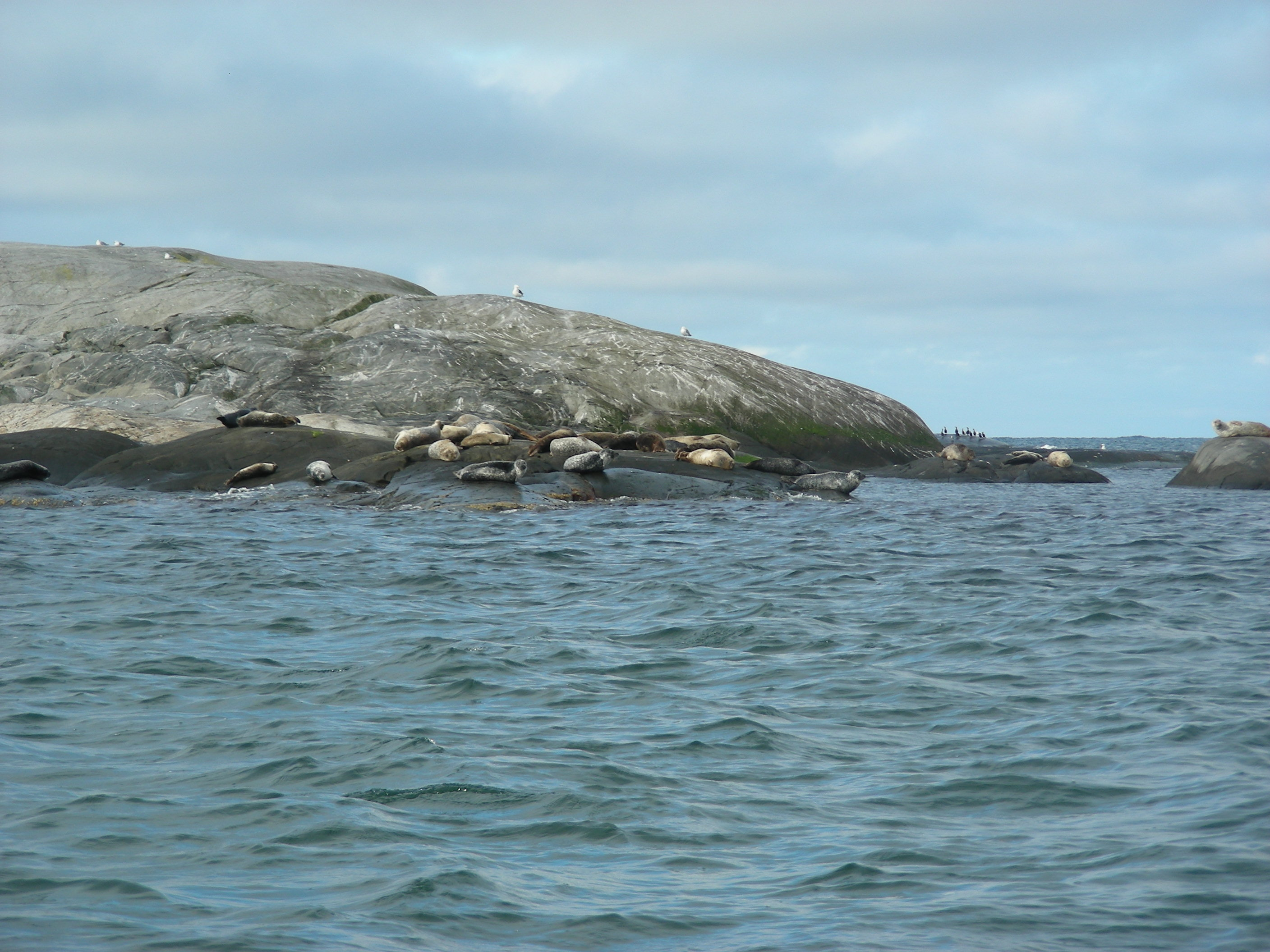
Тюлені в національному парку Костергавет

Хоча флора і фауна морської частини парку є найхарактернішою, наземна частина також цікава, почасти через м'який клімат і значний зміст вапняку в ґрунті. На території парку зростає більш ніж 600 судинних рослин. Більша частина наземної ділянки являє собою голі скелі або ж покрита тонким килимом рослинності, переважно це верес звичайний, мохи та лишайники. Зустрічаються також ділянки хвойного лісу, де здебільшого зростає лише ялівець звичайний. На найбільших островах Північний Костер і Південний Костер, в значній мірі виключених з національного парку, також є листяні ліси. Найбагатше життя рослин виявляється на шляхах діабазу, який більш родючий, ніж гнейс, наприклад, тут ростуть Alchemilla alpina, Hypochoeris maculata, материнка звичайна і печіночниця звичайна.
У водах національного парку мешкає значна кількість тюленів звичайних. За оцінками, вони становлять одну шосту від загального числа на західному узбережжі Швеції. Тюлені зупиняються переважно на декількох мілинах і острівцях, які тому спеціально захищені. Як і на решті західного узбережжя, популяція збільшилася з 70-х років завдяки захисту, але на неї сильно вплинули епідемії 1988, 2002 і 2007 років. У водах парку також зустрічаються тев'яки.
Парк є важливою орнітологічною територією. Тут налічується сто видів морських птахів, у тому числі баклан чубатий та побережник морський. Крім того, парк є єдиним місцем у Швеції, де зимує крем'яшник звичайний. Взимку тут значні популяції гоголя, синьги і креха середнього. Пухівка дуже поширена в цьому районі протягом всього року, але її особливо багато в протягом весни і осені — близько 10 000 особин. Десять видів, занесених до Червоної книги Швеції, гніздяться в парку. Поморник короткохвостий, чисельність якого постійно скорочувалася на західному узбережжі протягом останніх 40 років, також знаходиться в межах національного парку.
Фауна, яка не пов'язана з морським життям, менш специфічна і практично ідентична решті узбережжя Богуслена. Наприклад, зустрічаються візони річкові, зайці, сарни європейські, лисиці звичайні і навіть лосі. Крім морських птахів, існує близько 140 інших видів птахів, які, як правило, є тими ж видами, що і на материку.

### Морська частина парку

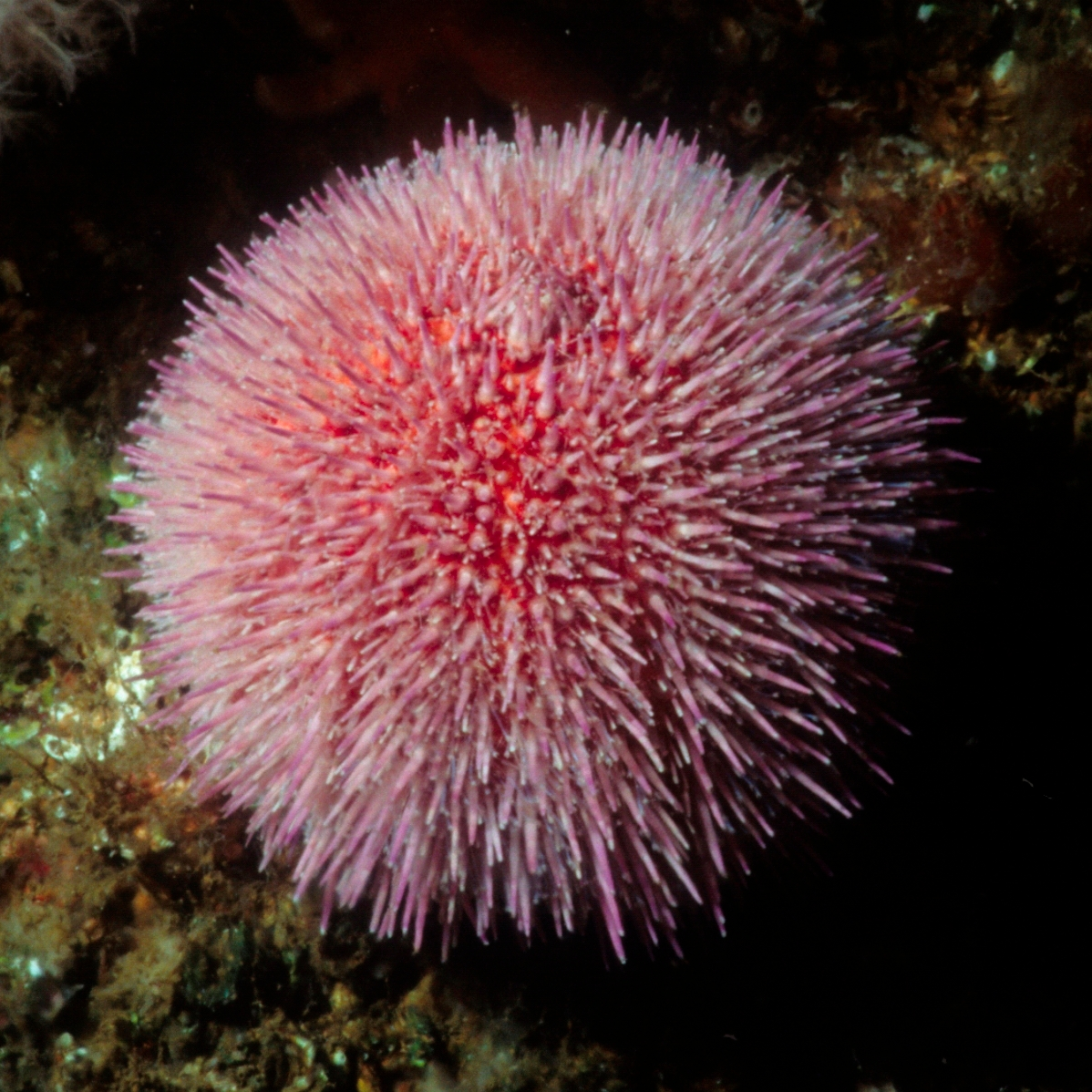
Echinus esculentus у водах парку

Морська частина — найважливіша частина парку. Тут можна знайти різні середовища, як типові мілководдя західного узбережжя Швеції, так і деякі виняткові середовища, такі як глибоководні ділянки і рифоутворюючі корали. Костер-фіорд і його відгалуження Секкен — єдине місце на шведському узбережжі (крім Гульмарс-фіорду), де є такі глибини. Але навіть саме типове підводне середовище надзвичайно багате, особливо через солоність моря. Тут мешкає більше 200 видів, яких немає ніде в Швеції за межами парку. Серед 218 морських видів, занесених до Червоної книги Швеції 2009 року, у парку налічується 196 (86 відсотків). Відповідно до Конвенції про захист морського середовища в північно-східній частині Атлантичного океану (OSPAR) 13 видів і 11 середовищ також знаходяться під загрозою зникнення серед 39 видів і 16 середовищ, згаданих в списку OSPAR. 
Мілководдя — звичайне середовище існування в парку, а також в інших частинах західного узбережжя Швеції. Тут можна знайти водорості (наприклад, камку морську) або поля мідії їстівної, банки устриць європейських та іноді рідкісних мідій Modiolus modiolus. Тверде дно забезпечує надійне зчеплення з макроводоростями: серед 375 видів макроводоростей, знайдених у Швеції, 248 були виявлені в національному парку. Наприклад, Laminaria hyperborea утворює великі ділянки водоростевого лісу, важливі для багатьох морських видів. Весь цей біотоп дуже різноманітний, з багатьма червоними видами.

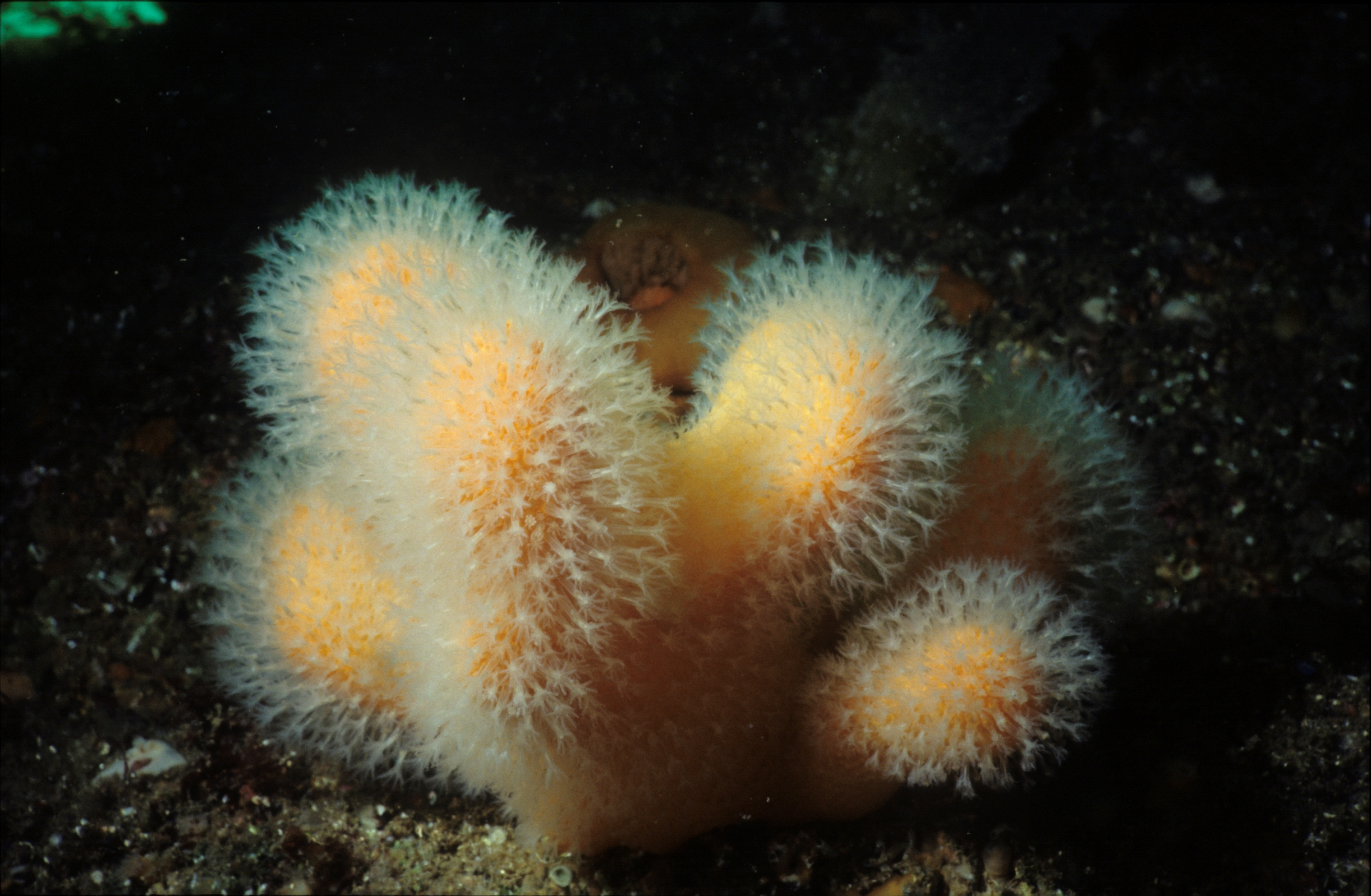
Alcyonium digitatum

Проте, найцікавіші місця знаходяться на великих глибинах. Там, де дно вкрите мулом або глиною, можна знайти такі види, як Virgularia mirabilis, Kophobelemnon stelliferum і Brissopsis lyrifera. Середовище з кам'янистим дном демонструє інші набори видів. Серед найцікавіших видів — деякі види губок, такі як Geodia barretti і Phakellia ventilabrum, деякі плечоногі і т. ін. Але парк відомий перш за все тим, що тут є живі коралові рифи (Lophelia pertusa). У Секкені є тільки один живий риф, загальна площа якого становить близько 5000 квадратних метрів, з яких 300 квадратних метрів живих поліпів. До 2013 року вважалося, що він є єдиним живим кораловим рифом у Швеції, але другий був знайдений недалеко від Ведереарни. У парку також є чотири мертві коралові рифи, які також важливі, тому що складна тривимірна структура рифу забезпечує надійний захист для декількох видів. Близько 20 видів зустрічаються в Швеції тільки в цьому місці.
Що стосується риби, парк належить до найбагатших вод країни. Але видовий склад змінився з 1970-х років: до цього тріска атлантична, пікша, Glyptocephalus cynoglossus, камбала європейська, солія звичайна, Microstomus kitt, Anarhichas lupus і морський чорт були дуже поширені, але в даний час тут мешкає переважно скумбрія атлантична, оселедець атлантичний і пструг струмковий. У парку, як і раніше, мешкає 19 видів, які знаходяться в Червоному списку Міжнародного союзу охорони природи, наприклад, катран звичайний, Dipturus batis і вугор європейський.
У цьому районі також багато ракоподібних, таких як Pandalus borealis, великий суходільний краб, омар європейський і лобстер. 11 видів ракоподібних і 51 молюск з Червоної книги Швеції мешкають у парку.
Нарешті, серед морських ссавців у парку, крім тюленів, зустрічаються фоцени звичайні, дельфінові, косатки, гринди звичайні та смугачі малі.